# پاسکا (کلمبیا)
پاسکا (انگلیسی: Pasca) نام شهری در کشور کلمبیا است.